# Chiesa di Santa Maria al Pignone
La chiesa di Santa Maria al Pignone è un luogo di culto cattolico di Firenze che si trova nell'omonima piazza, tra via Felice Cavallotti e via della Fonderia, e rappresenta oggi uno dei pochi spazi aggregativi dell'omonimo rione fiorentino del Pignone, posto a ovest di San Frediano nella zona di Oltrarno. La denominazione del sobborgo deriva da un'antica struttura muraria per l'attracco delle imbarcazioni che percorrevano l'Arno, detta appunto "pigna".

## Storia
La località è ricordata sin dall'XI secolo, ma l'antica chiesa parrocchiale era Santa Maria in Verzaia, che si trovava subito fuori da porta San Frediano. Come quasi tutte le strutture fuori dalle mura fu distrutta nel 1529 dalle truppe imperiali che assediavano Firenze. Il titolo parrocchiale passò così a un'altra piccola chiesa, San Lorenzino. in borgo San Frediano, poi alla chiesa di San Giovanni Battista Decollato presso porta San Frediano.
La chiesa attuale risale agli anni 1786-1787 e fu eretta, su disegno dell'architetto Bernardo Fallani, su un terreno di proprietà dei monaci di Monte Oliveto che venne scelto personalmente dal granduca Pietro Leopoldo. Il 30 novembre 1787 monsignor Antonio Martini, arcivescovo di Firenze, consacrava la nuova chiesa. Divenuta prepositura nel 1824, questa fu restaurata nel 1931 ed ebbe poi una ristrutturazione totale e nuovo decoro nel 1972, con la sistemazione del presbiterio.

## Descrizione

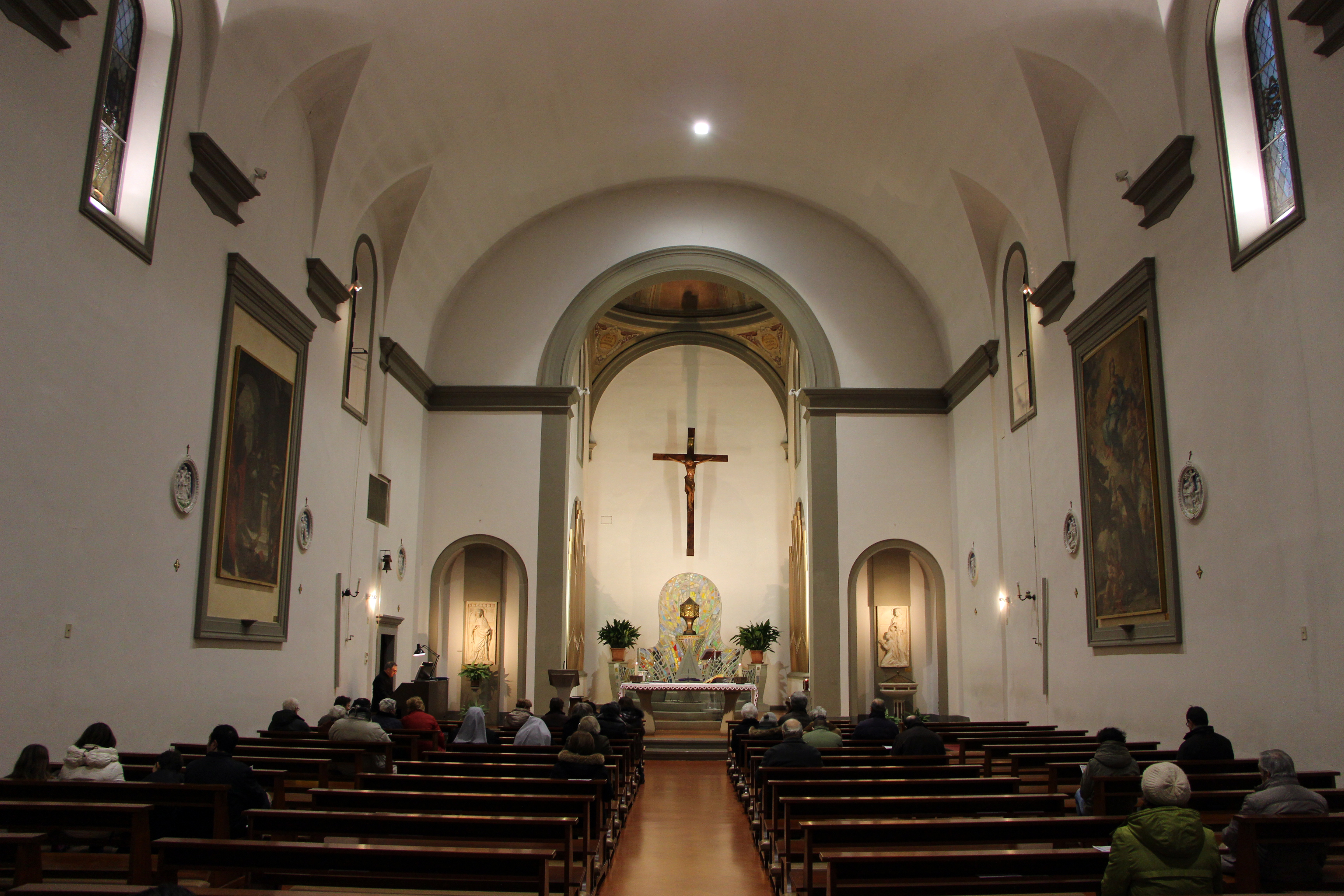
Interno

La semplice facciata della chiesa è a capanna e ricoperta con intonaco chiaro. Al centro, vi è il portale e, in asse con questo, si trova il rosone strombato. La facciata termina con un frontone triangolare.
L'interno ha mantenuto di settecentesco solo l'affresco sul soffitto con l'Assunta.
L'altare è decorato da una struttura policroma in vetrocemento (1972) progettata dal prof. Crivelli e realizzata dalla ditta Polloni; ai suoi lati, nelle pareti dell'abside, si aprono due grandi nicchie, ove trovano luogo le canne dell'organo.
Recentemente la Soprintendenza ha concesso tre grandi tele seicentesche che sono andate ad affiancare nella decorazione delle pareti un dipinto di Ludovico Mazzanti già posto in loco nel 1873. Partendo dalla parete destra e girando in senso antiorario si incontrano:
- Cristo muta il cuore a santa Caterina da Siena di Jacopo Vignali, 1631
- Immacolata Concezione e quattro santi di Ludovico Mazzanti, 1746
- San Bartolomeo guarisce il figlio indemoniato del re delle Indie di Fabrizio Boschi, 1635
- Vocazione di san Matteo di Jacopo da Empoli, 1620.

Ai lati dell'ingresso si trovano due pannelli lignei con sei piccole tele raffiguranti la Passione di Cristo, opera di Piero Comparini del 1984.

### Oratorio della Madonna del Rosario

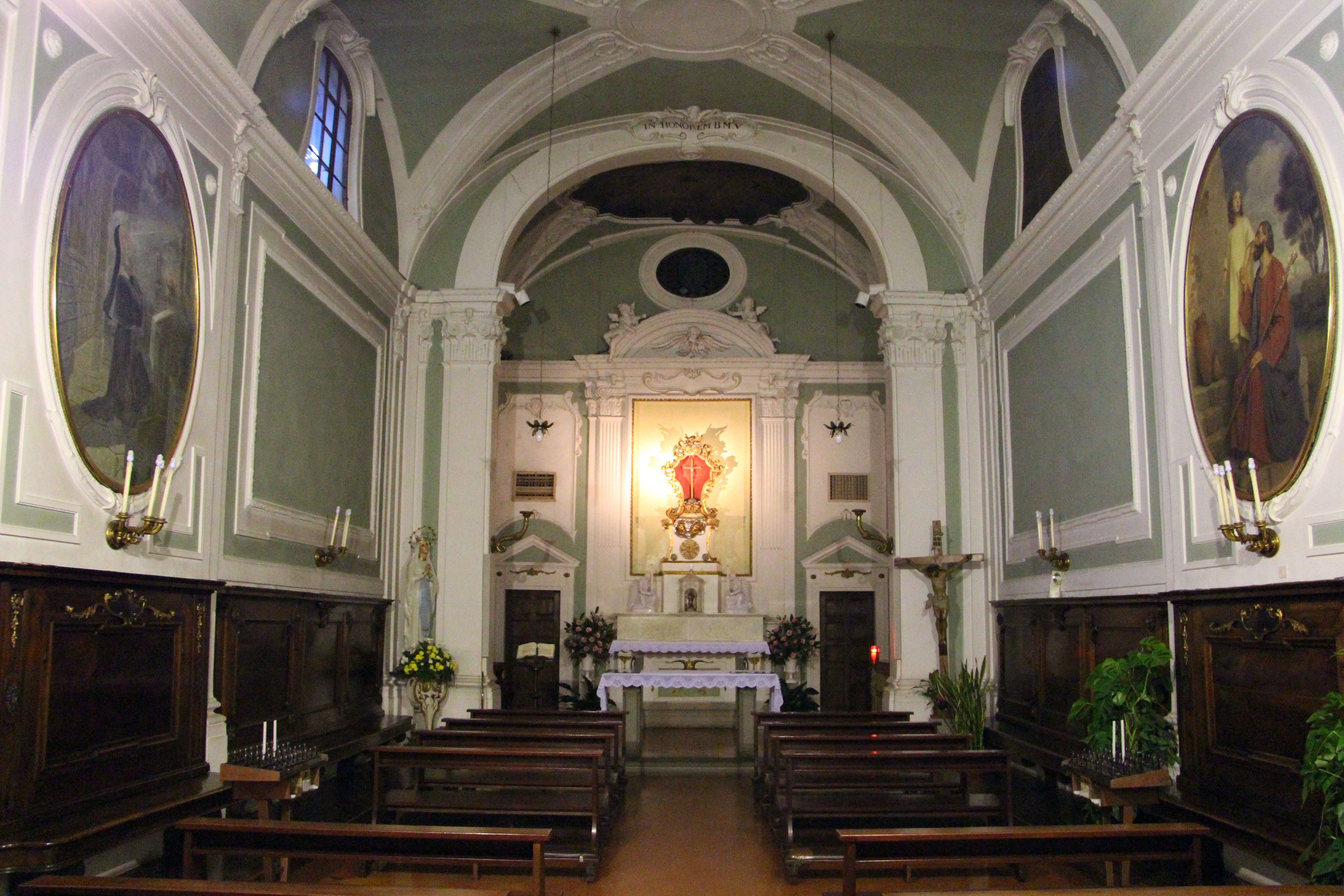
Oratorio della Madonna del Rosario

Adiacente alla chiesa si trova l'oratorio della Madonna del Rosario, del 1793, come riporta un'iscrizione sulla facciata che reca anche il nome del committente, Vincenzo Boccini, di cui si vede anche lo stemma familiare. L'oratorio, a differenza della chiesa, non ha subito trasformazioni e mantiene l'aspetto settecentesco, con decorazioni a stucco, dipinti e busti. A fianco dell'altare si trovano i due monumenti funebri di Vincenzo Boccini e della moglie Margherita (m. 1802), con iscrizioni in latino.
I dipinti non sono però quelli originali: i due tondi alle pareti sono a sinistra del pittore Crotti (Santa Rita da Cascia, 1958) e a destra del pittore Zardo (San Giuseppe, 1934).